# Wychylówka (Łęg Tarnowski)
Wychylówka – część wsi Łęg Tarnowski w Polsce, położona w województwie małopolskim, w powiecie tarnowskim, w gminie Żabno. 
W latach 1975–1998 Wychylówka administracyjnie należała do województwa tarnowskiego.